# Meigenia submissa
Meigenia submissa är en tvåvingeart som först beskrevs av Aldrich och Herbert John Webber 1924.  Meigenia submissa ingår i släktet Meigenia och familjen parasitflugor. Inga underarter finns listade i Catalogue of Life.